# Obereopsis malaisiana
Obereopsis malaisiana là một loài bọ cánh cứng trong họ Cerambycidae.